# آيرون هارت
آيرون هارت هي بطلة خارقة في مارفل كومكس من ابتكار براين مايكل بنديس،ظهرت الشخصية لأول مرة في 2016.